# Mark Mazover
Mark Mazover (engl. Mark Mazower), je britanski istoričar koji se u svojim delima najčešće bavi istorijom Balkana i novijom istorijom Evrope i SAD.

## Nagrade i priznanja
Za knjigu The Balkans: A Short History koja je u ponovnom izdanju nazvana The Balkans: From the End of Byzantium to the Present Day je dobio Wolfson history nagradu. Za knjigu Inside Hitler's Greece: The Experience of Occupation, 1941-44 je dobio nagradu Knjiga godine, a za Salonica, City of Ghosts: Christians, Muslims and Jews, 1430-1950 dobio je Runciman nagradu i Duff Cooper nagradu, a bio je u najužem izboru za Hessell-Titman nagradu.

## Bibliografija
Mazover je objavio sledeća dela:
- (2009  978-1-4008-3166-1)
- (2008)
- , (2008)
- , 1430-1950 (HarperCollins, 2004)
- (kao koautor, Central European University Press, 2003)
- , 1943-1960 (Princeton University Press, 2000)
- (2000), u novom izdanju nazvano The Balkans: From the End of Byzantium to the Present Day (Phoenix, 2002)
- (1998)
- (1997)
- , 1941-44 (Yale UP, 1993)
- , , 1991 (prvi put objavljeno 1969),  978-0-19-820205-9, takođe prevedeno na grčki jezik uz pomoć MIET (2002).

## Spoljašnje veze
- Stranica koja pripada Mazoveru na internet sajtu
- kratak tekst koji je napisao Mazover Архивирано 2012-12-24 на сајту
- Mazover o kontroverzama genocida nad Jermenima
- Mazover zvanični internet sajt
- Kritike Mazoverovih knjiga u časopisu
- Džejson R. Kepke na predavanju koje je držao Mazover Архивирано на веб-сајту  (28. новембар 2020)
- Intervju u časopisu
- Istraživanja